# 淺口市
淺口市（日语：／ Asakuchi shi */?）是位於岡山縣西南部倉敷市和笠岡市之間的城市。
由於距離倉敷市的水島工業區約10公里，廣島縣福山市的福山工業區約20公里，因此同時成為兩地的通勤城市。

## 歷史

### 年表
- 1889年6月1日：實施町村制，現在的轄區在當時分屬：淺口郡竹村、占見村、吉備村、津田村、小坂村、鴨方村、六条院村、寄島村、大島中村、西大島村。
- 1901年2月6日：寄島村改制為寄島町。
- 1905年4月1日：
  - 竹村、占見村、吉備村合併為三和村。
  - 津田村、小坂村、鴨方村合併為新設置的鴨方村。
  - 西大島村、大島中村合併為大島村。
- 1923年10月31日：三和村改制並改名為金光町。
- 1925年10月25日：鴨方村改制為鴨方町。
- 1934年7月1日：六条院村改制為六条院町。
- 1955年4月1日：
  - 鴨方町、六条院町合併為新設置的鴨方町。
  - 大島村分別被併入笠岡市[1]和寄島町。
- 2006年3月21日：鴨方町、金光町、寄島町合併為淺口市。[2]

### 變遷表
| 1889年6月1日 | 1889年 - 1926年     | 1889年 - 1926年       | 1926年 - 1954年       | 1955年 - 1989年         | 1989年 - 現在           | 現在                    |
| ------------ | ------------------- | --------------------- | --------------------- | ----------------------- | ----------------------- | ----------------------- |
| 竹村         | 1905年4月1日 三和村 | 1923年10月31日 金光町 | 1923年10月31日 金光町 | 1923年10月31日 金光町   | 2006年3月21日 淺口市    | 2006年3月21日 淺口市    |
| 占見村       | 1905年4月1日 三和村 | 1923年10月31日 金光町 | 1923年10月31日 金光町 | 1923年10月31日 金光町   | 2006年3月21日 淺口市    | 2006年3月21日 淺口市    |
| 吉備村       | 1905年4月1日 三和村 | 1923年10月31日 金光町 | 1923年10月31日 金光町 | 1923年10月31日 金光町   | 2006年3月21日 淺口市    | 2006年3月21日 淺口市    |
| 津田村       | 1905年4月1日 鴨方村 | 1925年10月25日 鴨方町 | 1925年10月25日 鴨方町 | 1955年4月1日 鴨方町     | 2006年3月21日 淺口市    | 2006年3月21日 淺口市    |
| 小坂村       | 1905年4月1日 鴨方村 | 1925年10月25日 鴨方町 | 1925年10月25日 鴨方町 | 1955年4月1日 鴨方町     | 2006年3月21日 淺口市    | 2006年3月21日 淺口市    |
| 鴨方村       | 1905年4月1日 鴨方村 | 1925年10月25日 鴨方町 | 1925年10月25日 鴨方町 | 1955年4月1日 鴨方町     | 2006年3月21日 淺口市    | 2006年3月21日 淺口市    |
| 六條院村     | 六條院村            | 六條院村              | 1934年7月1日 六條院町 | 1955年4月1日 鴨方町     | 2006年3月21日 淺口市    | 2006年3月21日 淺口市    |
| 寄島村       | 1901年2月6日 寄島町 | 1901年2月6日 寄島町   | 1901年2月6日 寄島町   | 1901年2月6日 寄島町     | 2006年3月21日 淺口市    | 2006年3月21日 淺口市    |
| 大島中村     | 1905年4月1日 大島村 | 1905年4月1日 大島村   | 1905年4月1日 大島村   | 1955年4月1日 併入寄島町 | 2006年3月21日 淺口市    | 2006年3月21日 淺口市    |
| 西大島村     | 1905年4月1日 大島村 | 1905年4月1日 大島村   | 1905年4月1日 大島村   | 1955年4月1日 併入笠岡市 | 1955年4月1日 併入笠岡市 | 1955年4月1日 併入笠岡市 |

## 行政
歷任市長
1. 田主智彥　2006年4月23日 - 2010年4月22日
2. 栗山康彥　2010年4月23日 - 現任

## 交通

### 鐵路
- 西日本旅客鐵道
  - ■山陽本線：（倉敷市）- 金光車站 - 鴨方車站 - （笠岡市）

|  |  |

### 道路
高速道路
- 山陽自動車道：鴨方交流道

## 觀光資源

### 景點
- 鴨方町家公園
- 國立天文台岡山天體物理觀測所（通稱：竹林寺山天文台）
- 金光教本部
- 阿部神社（傳說中安倍晴明進行星象觀測的地點）
- 鴨山城遺址

### 祭典、活動
- 金光教的吉備樂（每年1月3日、4月、10月、12月）
- 寄島牡蠣祭（每年1月下旬）
- 金光教大祭（每年4月1日 - 4月10日、10月1日 - 10日）
- 鴨方手延麺祭（每年6月最後一個星期六日）

## 教育
高等學校
- 岡山縣立鴨方高等學校
- 岡山山陽高等學校
- 金光學園高等學校

### 海外
- 茶樹涌市（澳洲南澳洲）：於1997年由鴨方町與締結，合併後2007年10月4日繼續締結為姊妹都市。[3]
- 高安市（中華人民共和國江西省宜春市）：於2005年由鴨方町與其締結，合併後2009年10月14日繼續締結為友好都市。[3]

## 本地出身之名人
- 西山拙齋：江戶時代的儒家學者。
- 浦上玉堂：江戶時代的畫家。
- 春一番：搞笑藝人
- 田嶋陽子：英文學者、女性運動人士、曾任參議院議員。
- 中田秀夫：電影導演。
- 仁科時成：前職業棒球選手。
- 金光大神：金光教教祖。
- 菅伸子：前內閣總理大臣菅直人之夫人。
- 横田茂昭：關西棋院棋士。
- 江添建次郎：職業足球選手。

## 外部連結
- （日語） 淺口市觀光協會 （页面存档备份，存于）
- （日語） 淺口市工商會 （页面存档备份，存于）
- （日語） 金光町、鴨方町、寄島町合併協議會